# Scopula griseella
Scopula griseella là một loài bướm đêm trong họ Geometridae.